# Витачек, Фабий Евгеньевич
Витачек, Фа́бий Евге́ньевич (4(17) января 1910, Москва — 11 сентября 1983, там же) — советский музыкант, композитор, педагог.

## Биография
Фабий Евгеньевич Витачек родился в семье известного скрипичного мастера Е. Ф. Витачека и скрипачки Е. Ф. Гнесиной-Витачек. Уже в детстве проявил незаурядные музыкальные способности. В шесть лет поступил в училище Е. и М. Гнесиных. Обучался у своих теток, занимаясь по классу фортепиано у М. Ф. Гнесиной, потом у Е. Ф. Гнесиной, а по классу скрипки — у Елизаветы Фабиановны Гнесиной-Витачек.
В двенадцатилетнем возрасте написал оперу «Дедка и репка». В письме к С. В. Рахманинову Е. Ф. Гнесина упоминала об одарённости юного музыканта. Позднее талант мальчика отмечал Л. Л. Сабанеев. Композиторскому искусству в техникуме имени Гнесиных он учился у Р. М. Глиэра, закончив его класс в 1928 году, а в 1930 году закончил образование в этом же техникуме как пианист. Участвовал в концертах, выступая соло и как аккомпаниатор.
Поступив в 1929 году в Московскую консерваторию, за два года прошёл полный консерваторский курс на композиторском отделении. Первый год учился у Н. С. Жиляева, а в 1930—1931 годах его преподавателем был Н. Я. Мясковский. В качестве дипломной работы была представлена кантата «18 марта» на слова Н. Н. Асеева.
Рассветный сумрак весною дышит и, опоясан зарей до крыш,
Коммуны знамя все выше, выше глазами ищет во сне Париж.
В последующие годы нередко концертировал, играя собственные произведения. Начиная с 1932 года — постоянный аккомпаниатор певицы Н. А. Вербовой, которая отмечала его «блестящий пианизм, тонкое чувство ансамбля и необыкновенную эрудицию».
В 1935 году, а также в 1937—1938 годах Витачек работал на кафедре инструментовки Московской консерватории в должности ассистента. В Государственном музыкальном училище имени Гнесиных педагогическая деятельность Витачека началась в 1937 году: он преподавал композицию и инструментовку. Будучи в эвакуации в Елатьме и Казани в 1941—1942 годах, вёл преподавательскую работу в Казанском музыкальном училище. А в 1944 году приступил к работе в ГМПИ имени Гнесиных, ведя класс чтения партитур и инструментовки. В 1974 году стал профессором и продолжал вести курс до конца своей жизни. В 1943—1956 годах в дополнение к лекциям Р. И. Грубера читал курс музыкальной литературы в Московской консерватории.
В 1974 году в Москве вышло в свет учебное пособие «Пьесы-задачи по инструментовке для симфонического оркестра», где Ф. Е. Витачек отразил многолетний опыт своей педагогической работы. Говоря о Витачеке как о хранителе гнесинской педагогической школы, упоминают и другую его работу, вышедшую в 1979 году в издательстве «Музыка» — «Очерки по искусству оркестровки XIX века». По мнению композитора А. Муравлёва, это — замечательная книга, которую он всегда советует своим студентам.
Учениками Витачека были Э. Колмановский, М.Таривердиев, С. Трубачёв, Ю. Шишаков, Д. Тухманов, А. Муравлёв.
Скончался 11 сентября 1983 года.

## Творческое наследие
Ф. Е. Витачеком написано свыше тридцати произведений. В их число входят: кантата «18 марта» (для солиста, хора и оркестра, слова Н. Асеева, 1931); «Концертная сюита» (1941); сюита на марийские и удмуртские темы (1933); 2 концерта для фортепьяно с оркестром (1935, 1939); симфония (1943); пять «Героических прелюдий» (1942) и др.. К числу крупных произведений относятся: Симфония (ор. 16, 1944), балет «Сказки Пушкина», «Концертная сюита» для виолончели с оркестром (ор. 13, 1940), «Крымская сюита» для оркестра (ор. 9, 1937), «Праздничная увертюра» (1958). Последняя прозвучала на открытии концертного зала ГМПИ имени Гнесиных.
Он был не только талантливым музыкантом, но и видным теоретиком оркестровки. В музыкальном мире он считается основателем курса по истории оркестровых стилей.  По мнению А. Муравлёва,  профессор Ф. Е. Витачек был «светилом музыкального мира»,  и его имя несправедливо  забыто в наши дни.

## Память
В 2008 году композитор А. Муравлёв написал Вторую фортепианную сонату, которую посвятил памяти Ф. Е. Витачека. Отмечается, что в музыке ему удалось отразить образ «этого уникального человека удивительной искренности, честности и доброты». О своём учителе Муравлёв говорит:
Это была очень светлая личность и прекрасный музыкант – может быть, один из самых ярких, интересных, талантливых музыкантов, с которыми я вообще общался в своей жизни.
В 2010 году в Мемориальном музее-квартире Е. Ф. Гнесиной состоялся концерт и вечер памяти Ф. Е. Витачека, посвящённый столетию музыканта
В год своего юбилея в 2020 году композитор Д. Тухманов с теплотой вспоминал Ф. Е. Витачека и то внимание, которое учитель уделял оркестровке при его обучении. А по мнению композитора А. Ларина, Витачек принадлежит к тому старшему поколению, чьё трепетное и неформальное отношение к своему делу, музыке может служить образцом. Он считает, что такое отношение — это «тот камертон, на который надо равняться» современным композиторам.

## Архив
После смерти Витачека остался архив, в котором основную часть документов составляли бумаги Елизаветы Фабиановны Гнесиной-Витачек, его матери. Этот архив лежал у Н. А. Листовой и К. М. Семенцова-Огиевского, бывших друзьями композитора и ставших членами Комиссии по его творческому наследию. Семенцов-Огиевский держал бумаги в МГДМШ имени Гнесиных, где он вёл класс скрипки. А музыковед Листова часть своего архива, который был связан с композиторской деятельностью Витачека, передала ГЦММК имени Глинки. Там создали Фонд Ф. Е. Витачека (№ 504). Оставшуюся часть она отдала в мемориальный музей-квартиру Елены Фабиановны Гнесиной. Туда же передали материалы и наследники Листовой.
Значительный архив представлен разнообразными документами. Здесь письма к Елизавете Фабиановне Гнесиной и к Ф. Е. Витачеку, охватывающие почти шестидесятилетний период, письма и рисунки старшего брата Фабия Витачека — Шурика Вивьена (1903—1911). Вместе с ними хранятся черновики произведений Ф. Е. Витачека, его рукописи, а также программы концертов и другие материалы.